# Henneberg (Adelsgeschlecht)

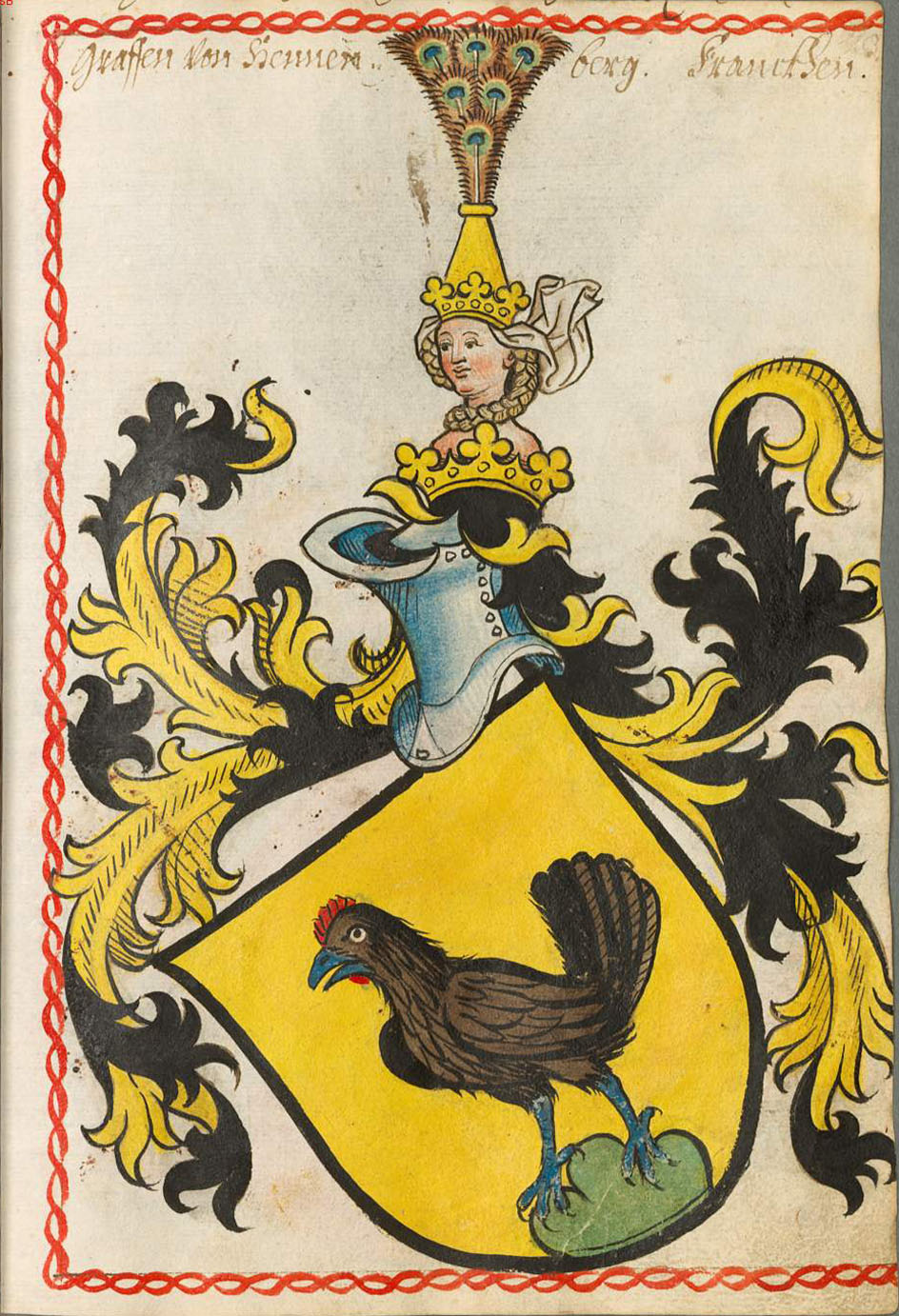
Stammwappen nach dem Scheibler’schen Wappenbuch

Die Grafen von Henneberg waren ein fränkisches Adelsgeschlecht, das in den reichsunmittelbaren Fürstenstand aufstieg.
Gegen Ende des 11. Jahrhunderts dehnten sie im Zuge des Zerfalls der fränkischen Grafschaftsverfassung und des Verschwindens des fränkischen Reichsguts im Gebiet zwischen Thüringer Wald und Main ihr Herrschaftsgebiet aus und gründeten die Grafschaft Henneberg. Erstmals wurden die vermutlich dem Geschlecht der Popponen (Babenberger) entstammenden Grafen im Jahre 1078 chronikalisch und 1096 urkundlich erwähnt. Das Haus erlosch im Mannesstamm 1583.
Das ursprüngliche Wappen der Henneberger zeigt eine schwarze Henne auf drei grünen Hügeln im goldenen Feld. Das Wappen der Linie Henneberg-Schleusingen zeigt ab 1393 in zwei Feldern die Henne auf dem Dreiberg und in den anderen zwei Feldern das geteilte Wappen der Burggrafschaft Würzburg (mit Doppeladler und Schachfeld).

## Entwicklung des Hauses

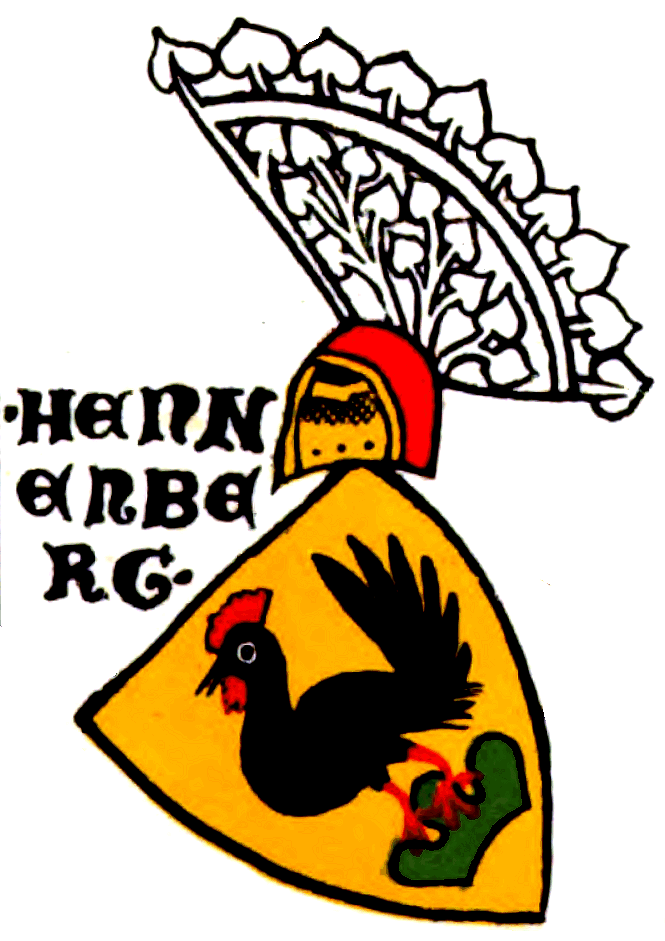
Wappen derer von Hennenberg in der Zürcher Wappenrolle (ca. 1340)

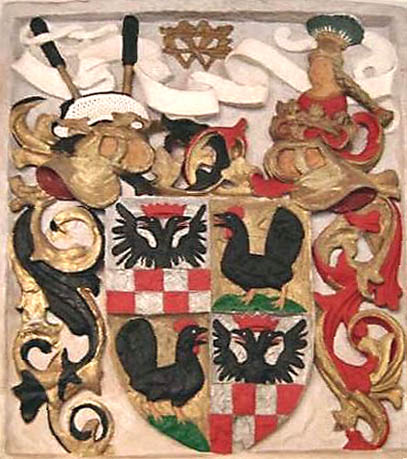
Kloster Veßra: Rekonstruiertes Eingangswappen

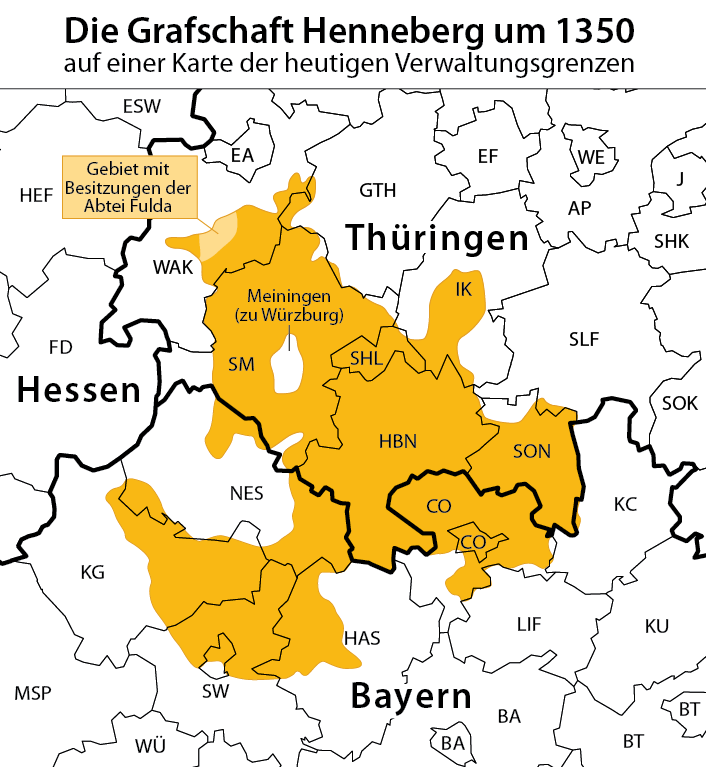
Die gefürstete Grafschaft Henneberg 1312–1353

### Ursprung
Stammburg der Henneberger Grafen war die Henneburg auf dem Henneberg bei dem gleichnamigen Dorf im heutigen thüringischen Landkreis Schmalkalden-Meiningen. Das Geschlecht derer „von Henneberg“ ist erstmals 1096 mit dem Würzburger Burggrafen Godebold II. fassbar, dessen Abstammung auf die Popponen (Babenberger von der Babenburg) zurückgeführt wird. Die Henneberger waren wohl schon ab 1057 Burggrafen in Würzburg und damit militärische Befehlshaber von Burg und Stadt Würzburg sowie Vorsitzende des Hochgerichts; diese Positionen gingen dann im Machtkampf mit den Würzburger Bischöfen bis 1354 verloren.
Der Grundbesitz der Herrschaft baute sich auf den Besitztümern der Babenberger auf, von denen Poppo I. Graf von Henneberg († 1078) abstammte. Ihre Reichslehen lagen im Thüringer Wald von der Schleuse bis zur Hasel sowie beim Schloss Lichtenberg nebst Umland. Unter Godebold II. († 1144) wurde der Grundstein für die Bedeutung des Henneberger Grafenhauses gelegt. Er verschob den Schwerpunkt seiner Herrschaft nach Osten. In diesem Zusammenhang erfolgte 1131 die Gründung des Hausklosters Veßra. Godebold II. strebte einen geschlossenen Grundbesitz zwischen Schleusingen und Henneberg an. Damit geriet die Stammburg Henneberg an den Rand der Herrschaft. Seit der zweiten Hälfte des 12. Jahrhunderts gewannen die Henneberger durch die Erbschaft der Herrschaft Nordeck (Stadtsteinach) Einfluss nach Nordosten. Bis Mitte des 13. Jahrhunderts blieb der Besitz konstant.

### Teilungen in Erblinien
1190 teilte sich die Hauptlinie in die Linien Henneberg, Botenlauben und Strauf. Im 12. und 13. Jahrhundert spalteten sich mehrfach Nebenlinien ab, die aber entweder unbedeutend blieben oder rasch wieder erloschen (Popponische Linien, Burggrafen von Würzburg, Grafen von Botenlauben, Henneberg-Coburg).
Poppo II. († 1118) hatte bereits die Nebenlinie der Herren bzw. Grafen von Frankenstein begründet, die bis ca. 1354 auf Burg Frankenstein und Krayenburg und in der Herrschaft Lengsfeld ansässig war, Gotebold III. (* 1107; † nach 1164) eine Nebenlinie in Wasungen. Nebenlinien, die nicht den Grafentitel führten und sich nur noch nach ihren jeweiligen Sitzen benannten, entstanden in Unterfranken 1131 mit den Herren von Irmelshausen, 1156 den von Lichtenberg und 1199 den von Sternberg (Popponische Linien).
Mit der Hennebergischen Hauptteilung entstanden 1274 die drei Linien Hartenberg (bis 1378), Aschach-Römhild (bis 1549) und Schleusingen (bis 1583). Die Linien Schleusingen und Aschach-Römhild wurden 1310 bzw. 1474 gefürstet. Die mächtigste Linie war Henneberg-Schleusingen mit Sitz auf Schloss Bertholdsburg, die auch den längsten Bestand hatte. Im Jahre 1310 wurde Berthold VII. von Henneberg-Schleusingen, der 1274 die Henneburg erhalten hatte, zum „gefürsteten Grafen“ und damit regierenden Reichsfürsten erhoben. Zeitweise war er Bevollmächtigter Kurbrandenburgs und Kursachsens, Verwalter Böhmens und Vormund des Wittelsbacher Kaisersohns Ludwig von Bayern.
Nach dem Aussterben der Herzöge von Andechs-Meranien im Jahr 1248 fielen deren Besitzungen um Coburg an die Grafen von Henneberg-Strauf. Zwischen beiden Häusern bestanden auf Grund der Ehe von Poppo VI., dem Vater des berühmten Minnesängers Otto von Botenlauben, mit Sophie von Istrien verwandtschaftliche Beziehungen. Graf Hermann I. von Henneberg-Coburg (1224–1290) erhielt nach dem Aussterben der Ludowinger 1249 von seinem Stiefbruder, dem Markgrafen Heinrich III. von Meißen ein Gebiet um Schmalkalden und formte aus dem Straufschen und dem Botenlaubener Erbe, dem Coburger Umland und weiteren Zugewinnen die „Neue Herrschaft“. Diese ging mit dem Tod seines Sohnes Poppo VIII. 1291 als Erbe von Hermanns Tochter Jutta durch deren Ehe mit dem askanischen Mitregenten Markgraf Otto den Langen von Brandenburg zu Salzwedel unter der Bezeichnung Pflege Coburg an das Kurfürstentum Brandenburg verloren. Durch die Vermählung von Juttas Enkelin Jutta von Brandenburg, die spätere Regentin Jutta von Henneberg, mit dem Sohn des Grafen Berthold VII. von Henneberg-Schleusingen, Heinrich VIII., gelangte die Pflege Coburg 1312 als Mitgift wieder an die inzwischen gefürstete Grafschaft Henneberg, die damit ihre größte territoriale Ausdehnung erreichte.
Die bedeutendsten Städte der Grafschaft waren nun Schmalkalden, Coburg und Suhl. 1542 kam Meiningen zu Henneberg und wurde zu einem weiteren Zentrum der Grafschaft. Suhl bildete mit umfänglichem Bergbau und der Waffenfabrikation das wirtschaftliche Zentrum, in Meiningen waren das Textil- und Metallhandwerk sowie der Handel stark vertreten, während die anderen Städte zu Residenzen und Zentren von Kultur und Kunst wurden. Geistliches Zentrum der Grafschaft war das von den Hennebergern im Jahre 1131 gegründete Prämonstratenserkloster Veßra (jetzt Hennebergisches Museum Kloster Veßra), das fast allen Generationen als Grablege diente. Zu den wichtigsten Familienmitgliedern gehörte Graf Berthold VII., der Weise (1272–1340) von Henneberg-Schleusingen, der 1310 die Anerkennung als Reichsfürst erhielt und 1312 durch die Verheiratung seines Sohnes mit Jutta von Brandenburg die Pflege Coburg für das Haus Henneberg zurückerwarb, was seinen Herrschaftsbereich praktisch verdoppelte. 1313 war er Verweser des Königreichs Böhmen. Ebenfalls eine bedeutende Rolle auf der Reichsebene spielte der Mainzer Erzbischof und Kurfürst Berthold von Henneberg-Aschach († 1504), der mit der Einführung des Reichsregiments eine allerdings nur kurzlebige Reichsreform durchsetzte.

### Bauten und Besitzungen (Bilder)

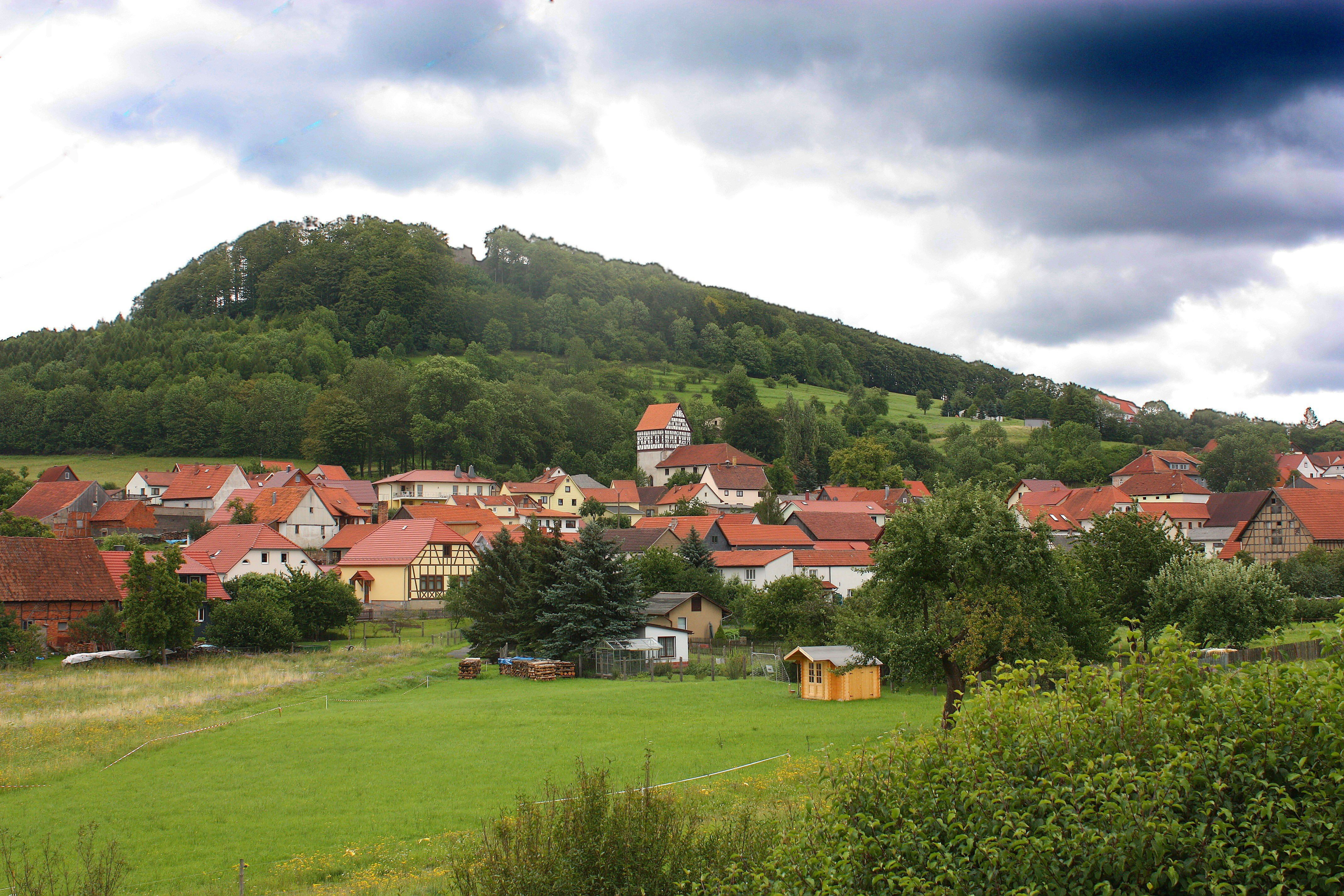
Henneberg (Meiningen) mit dem Schloßberg
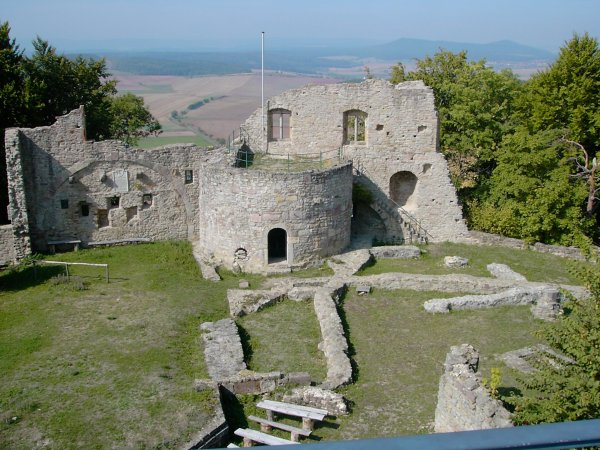
Burg Henneberg
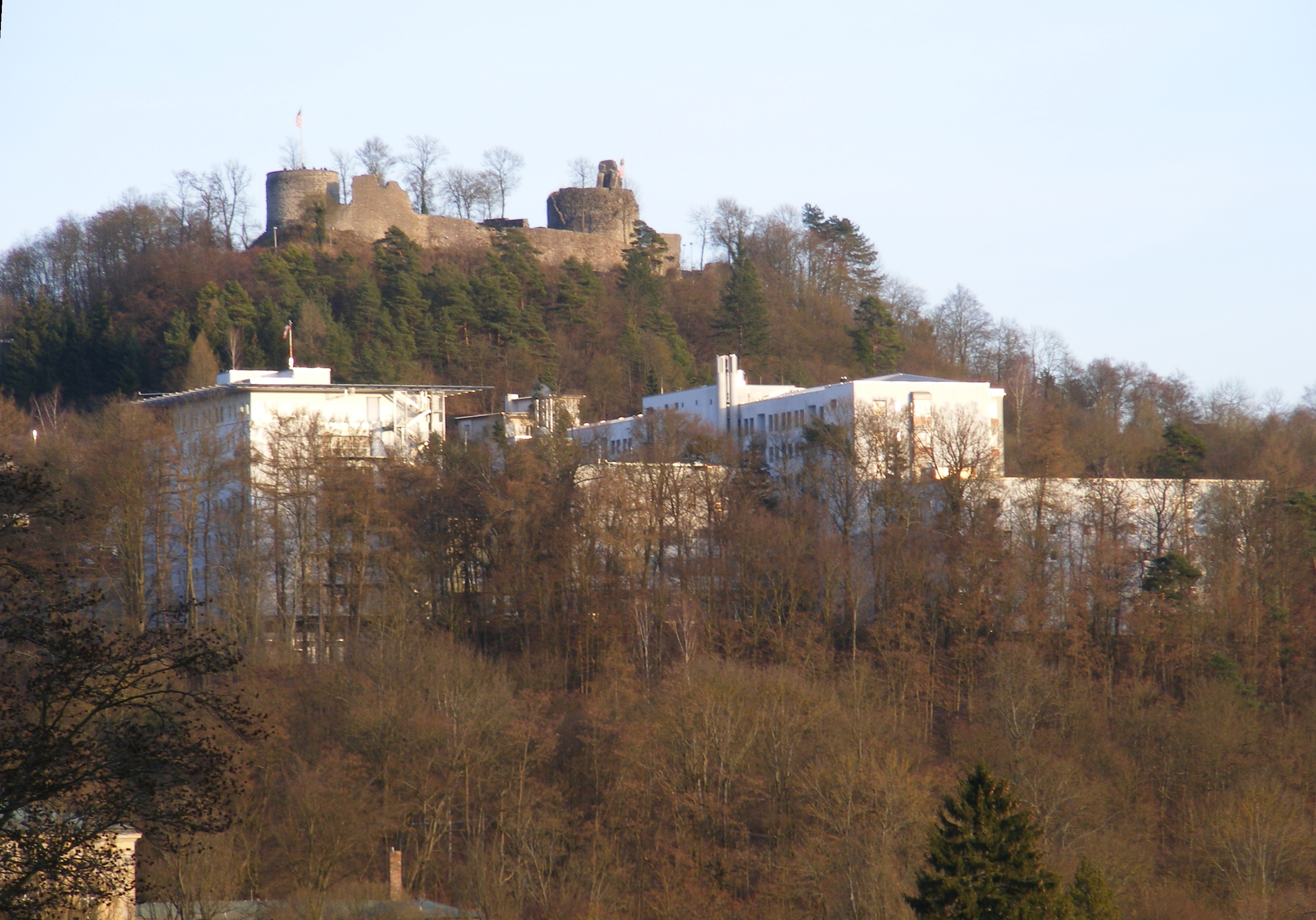
Burg Botenlauben
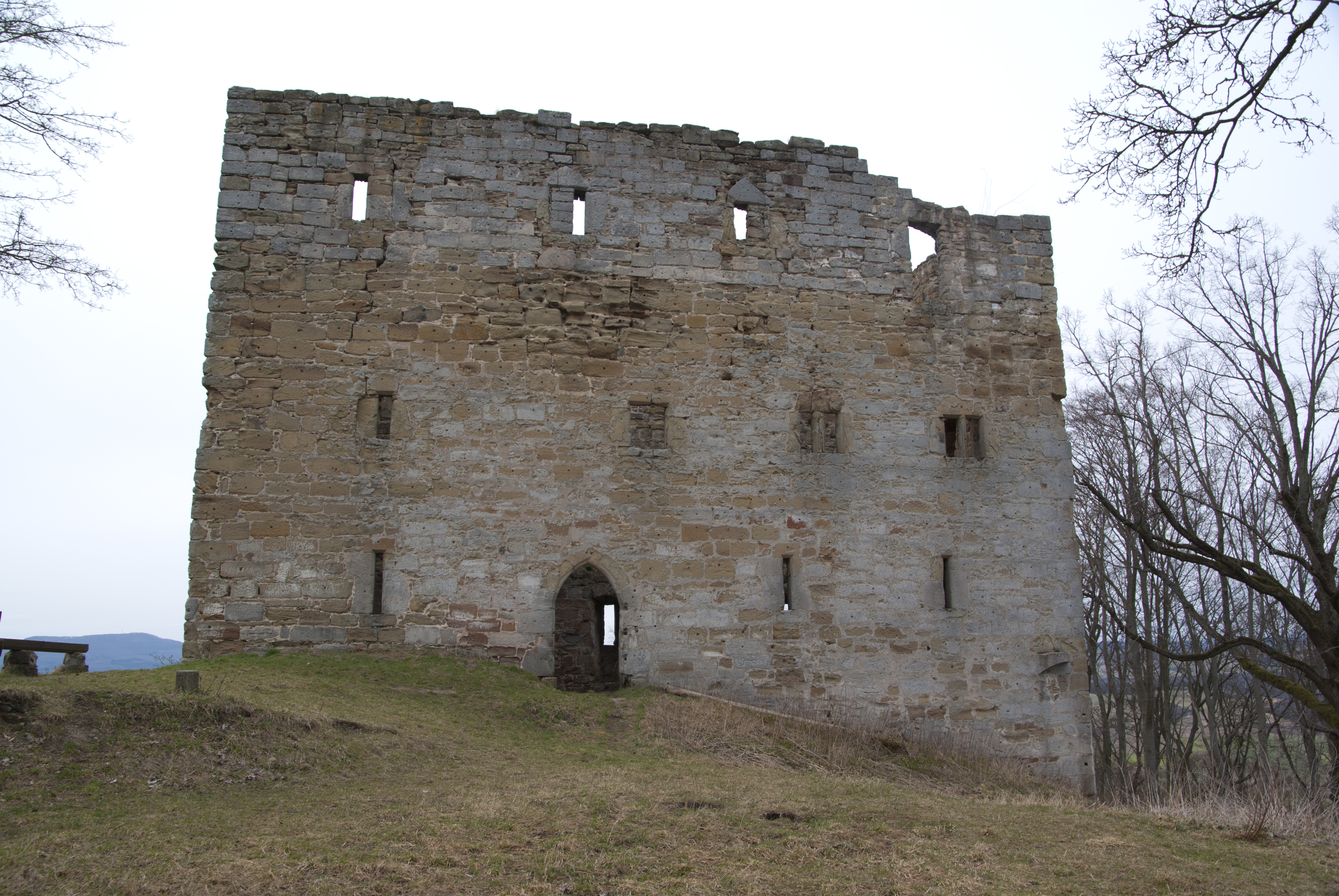
Burg Strauf
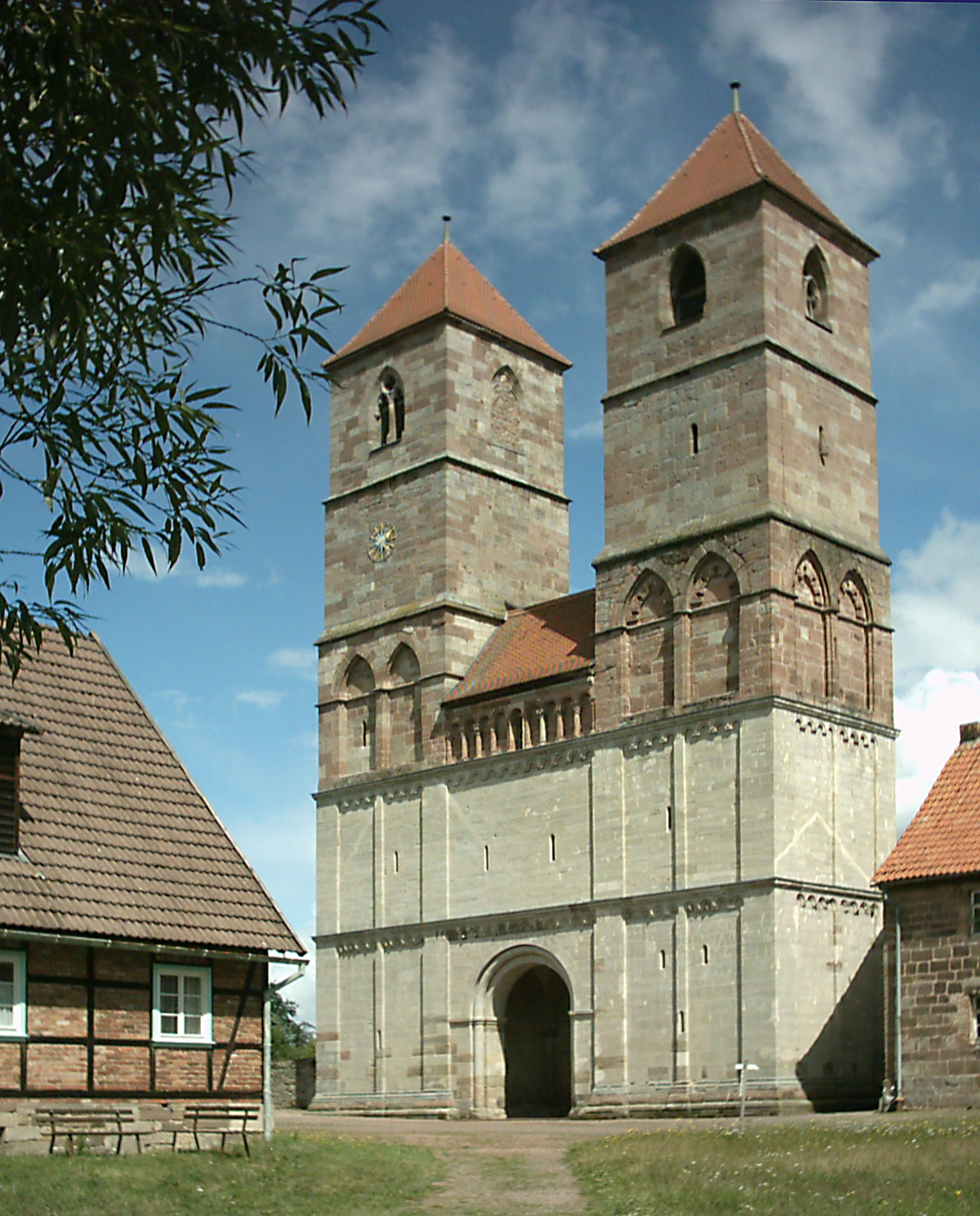
Hauskloster Veßra
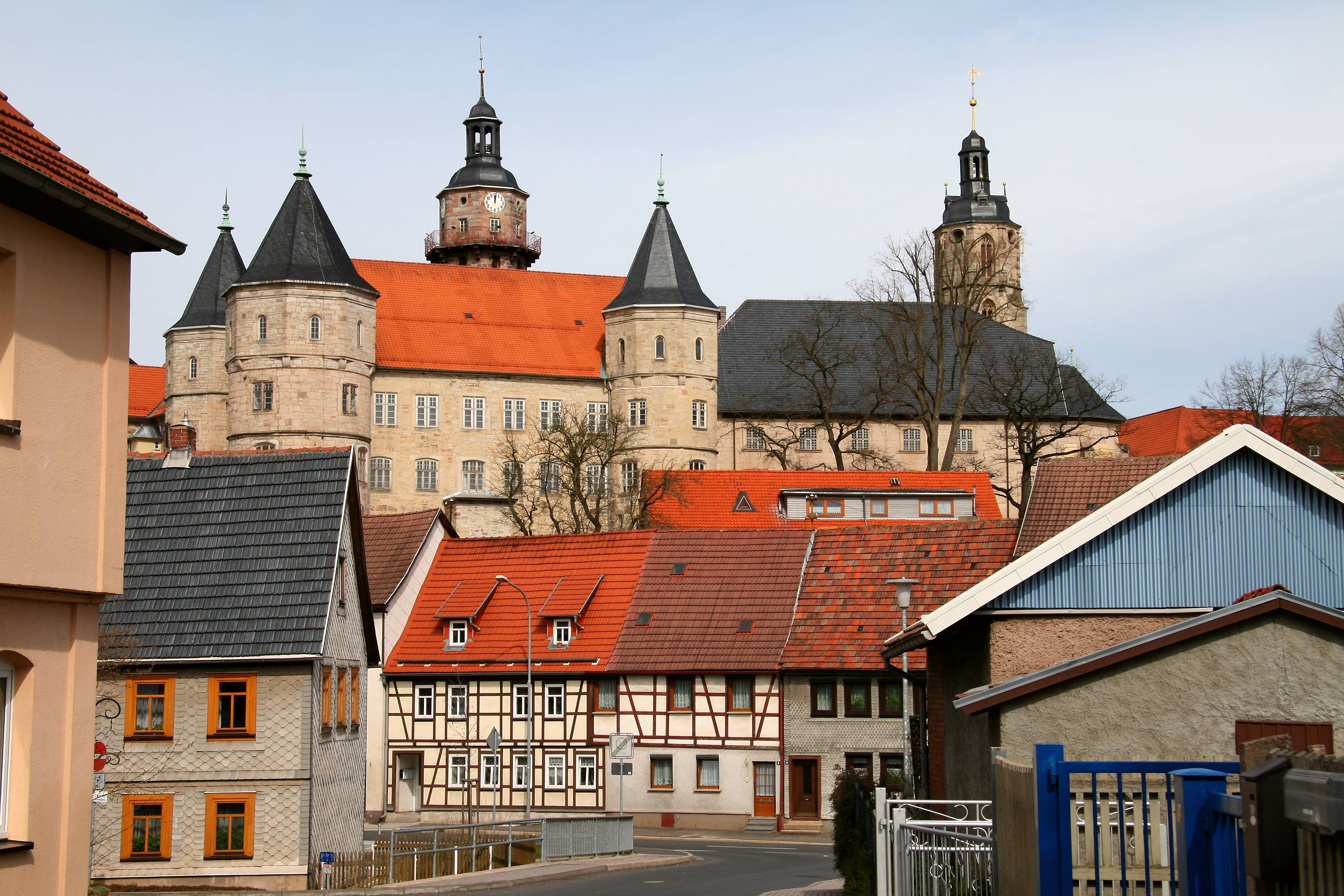
Schloss Bertholdsburg in Schleusingen
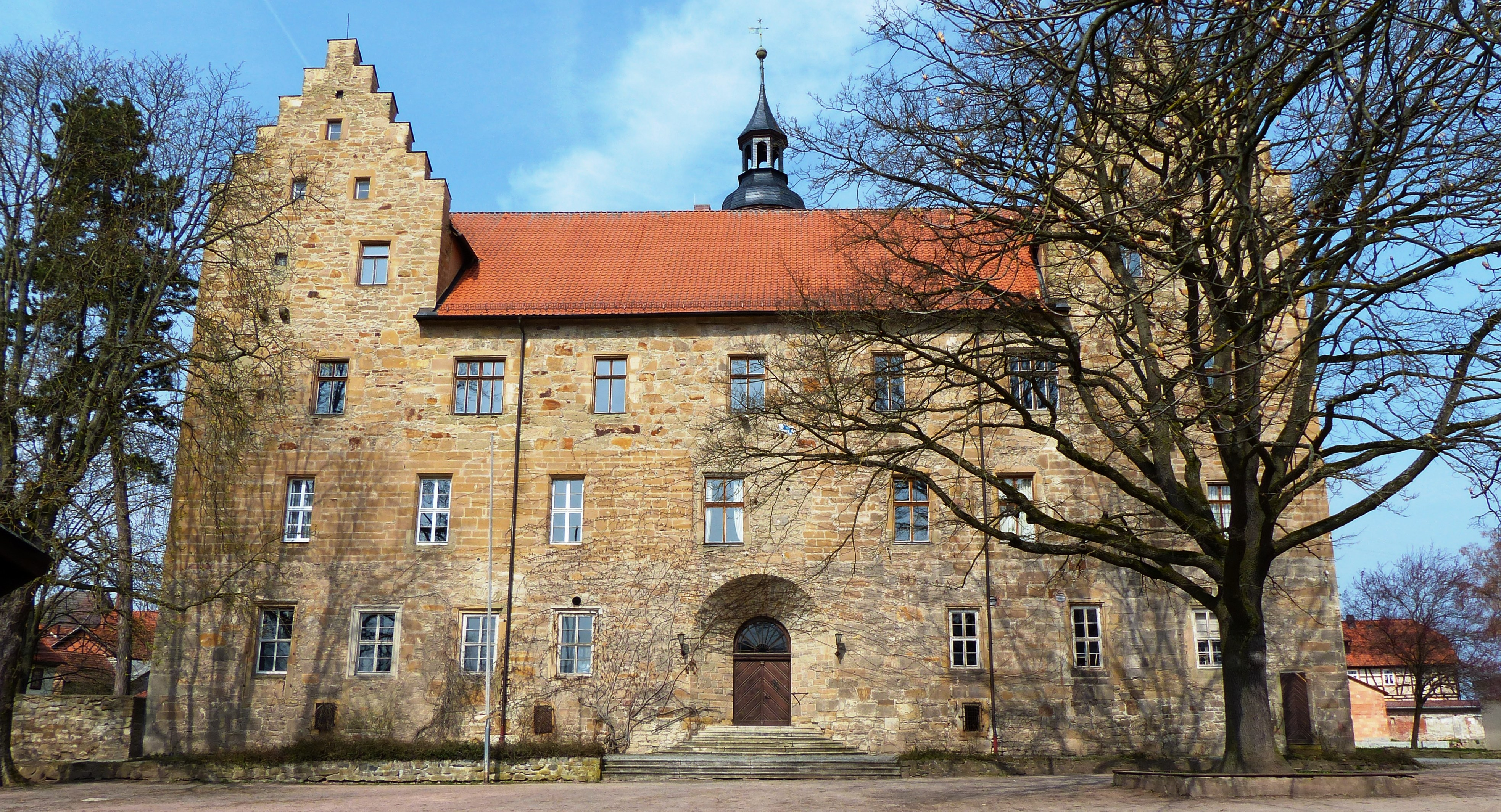
Glücksburg in Römhild
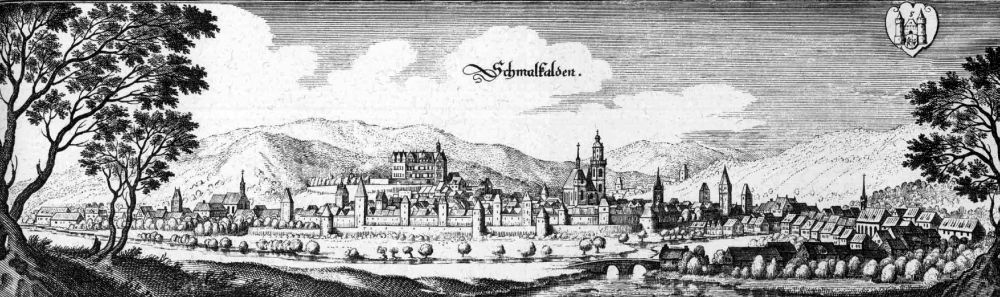
Schmalkalden
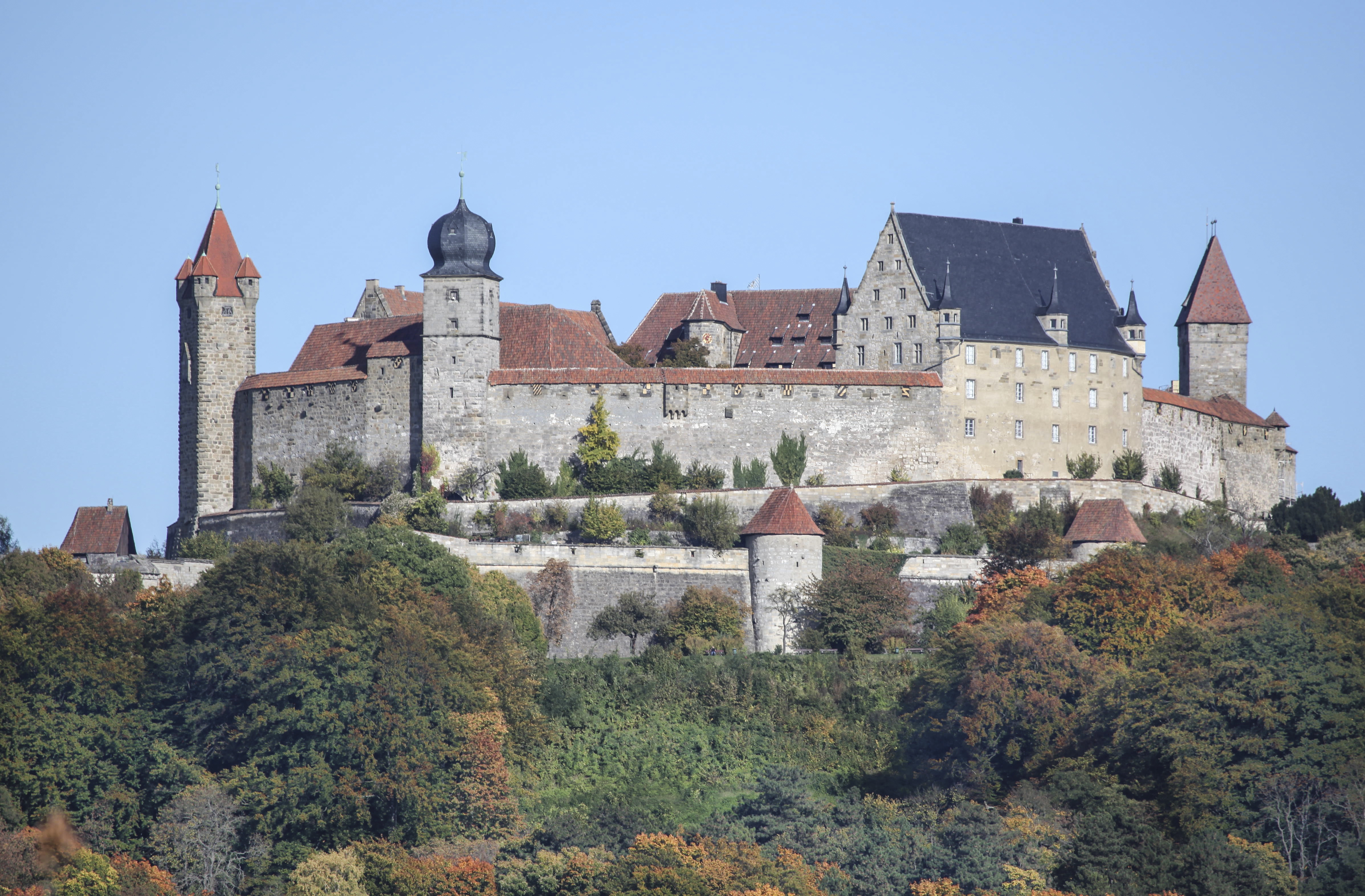
Coburg
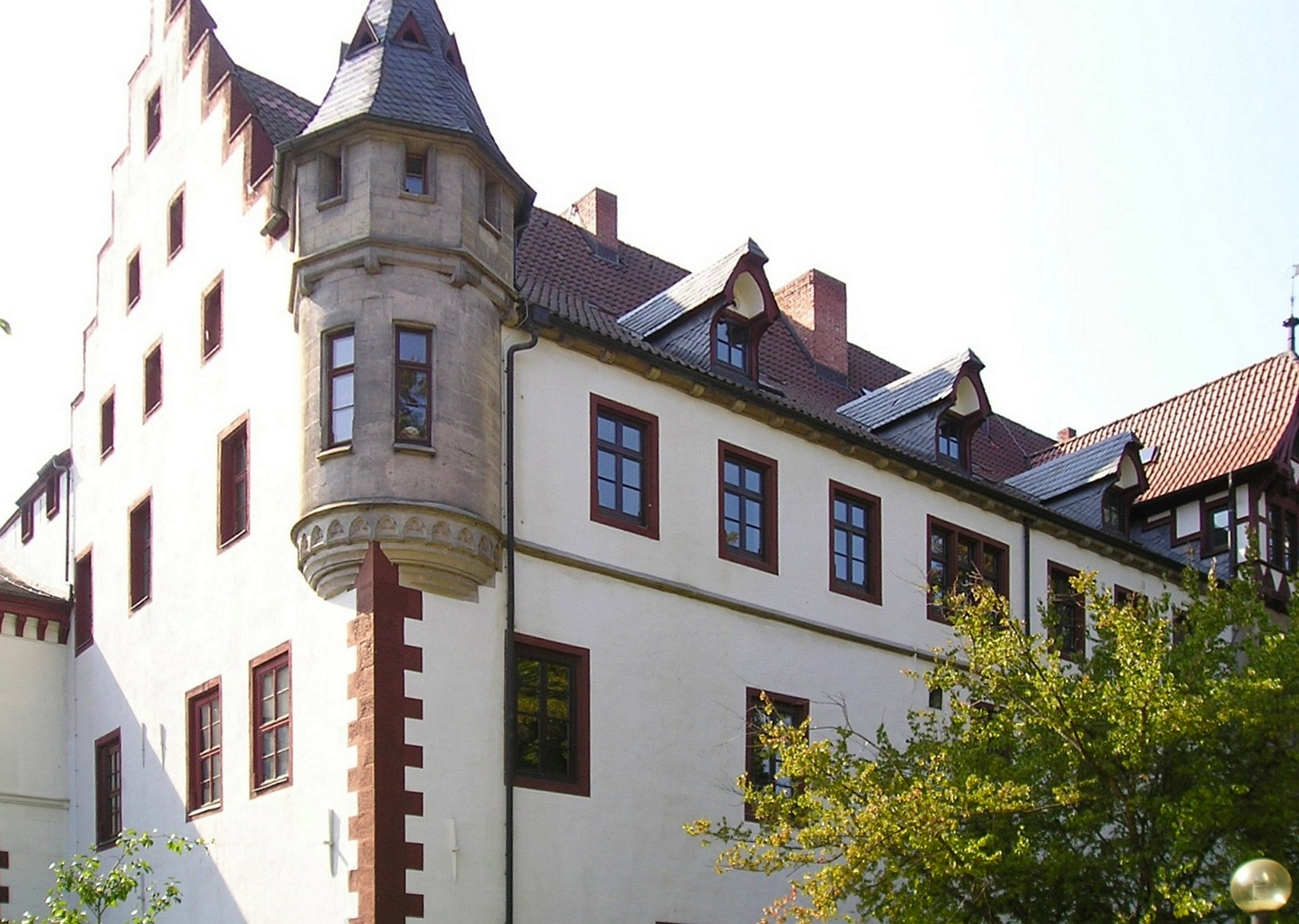
Burg Meiningen
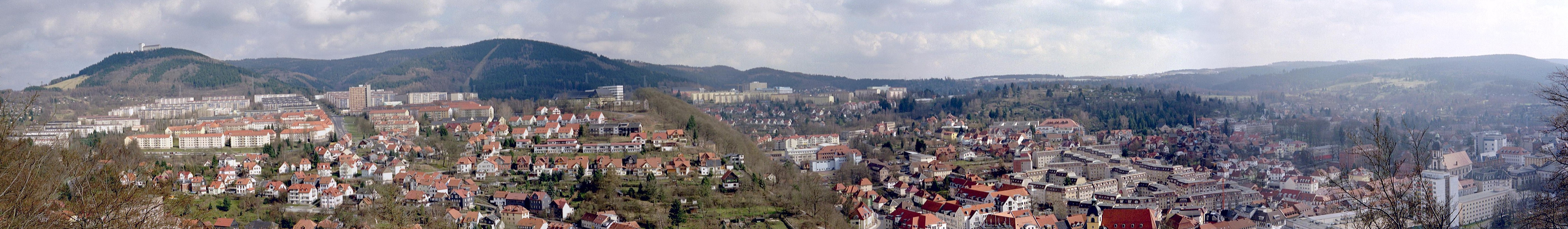
Suhl
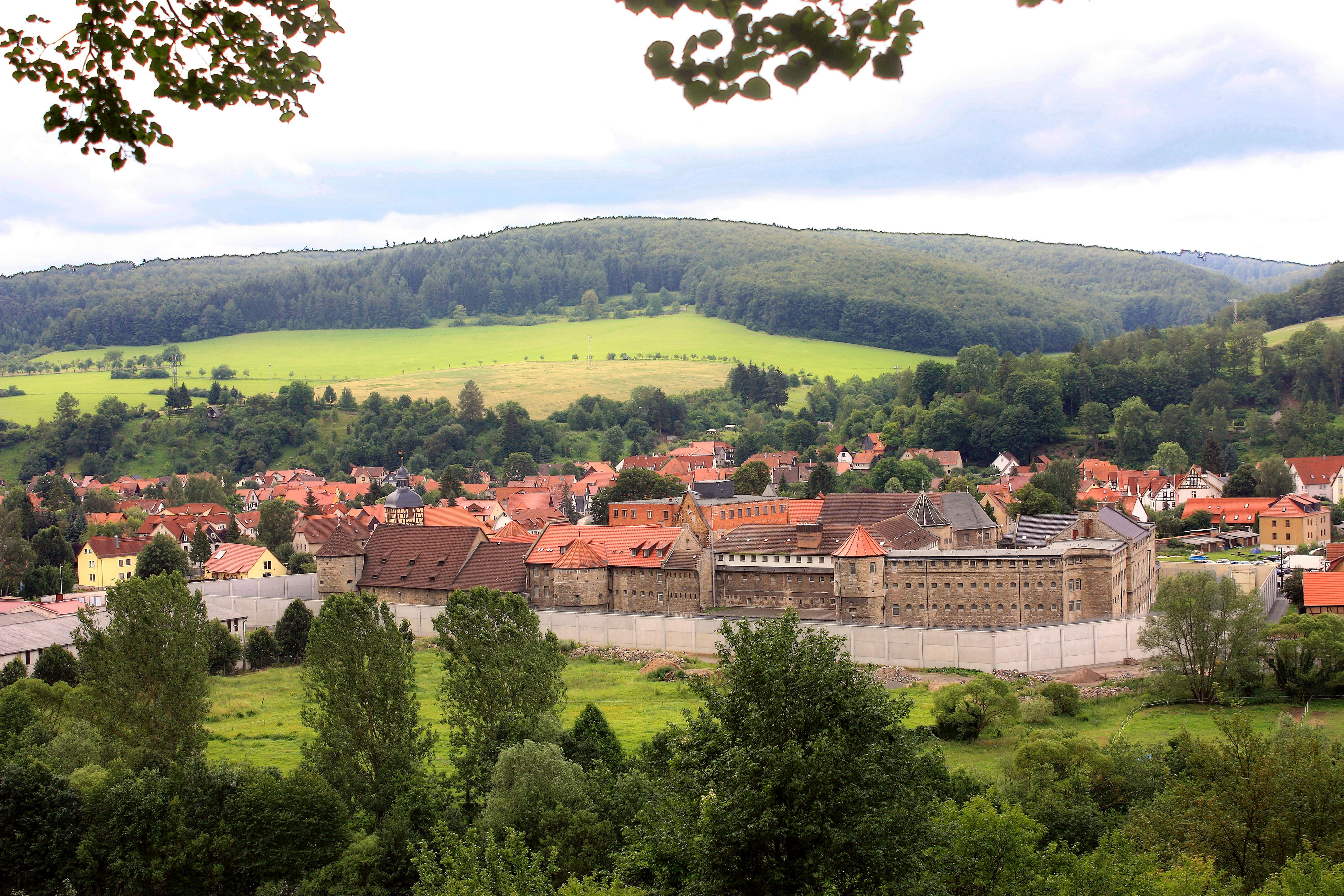
Untermaßfeld
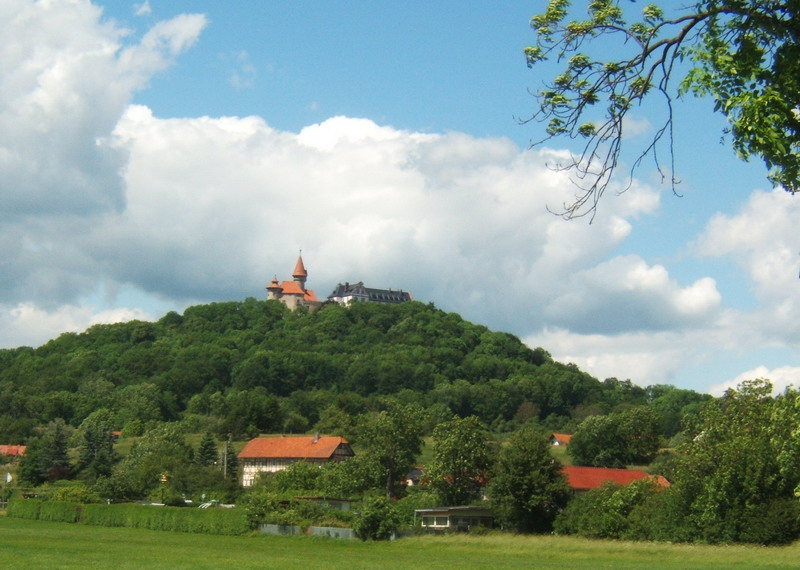
Veste Heldburg
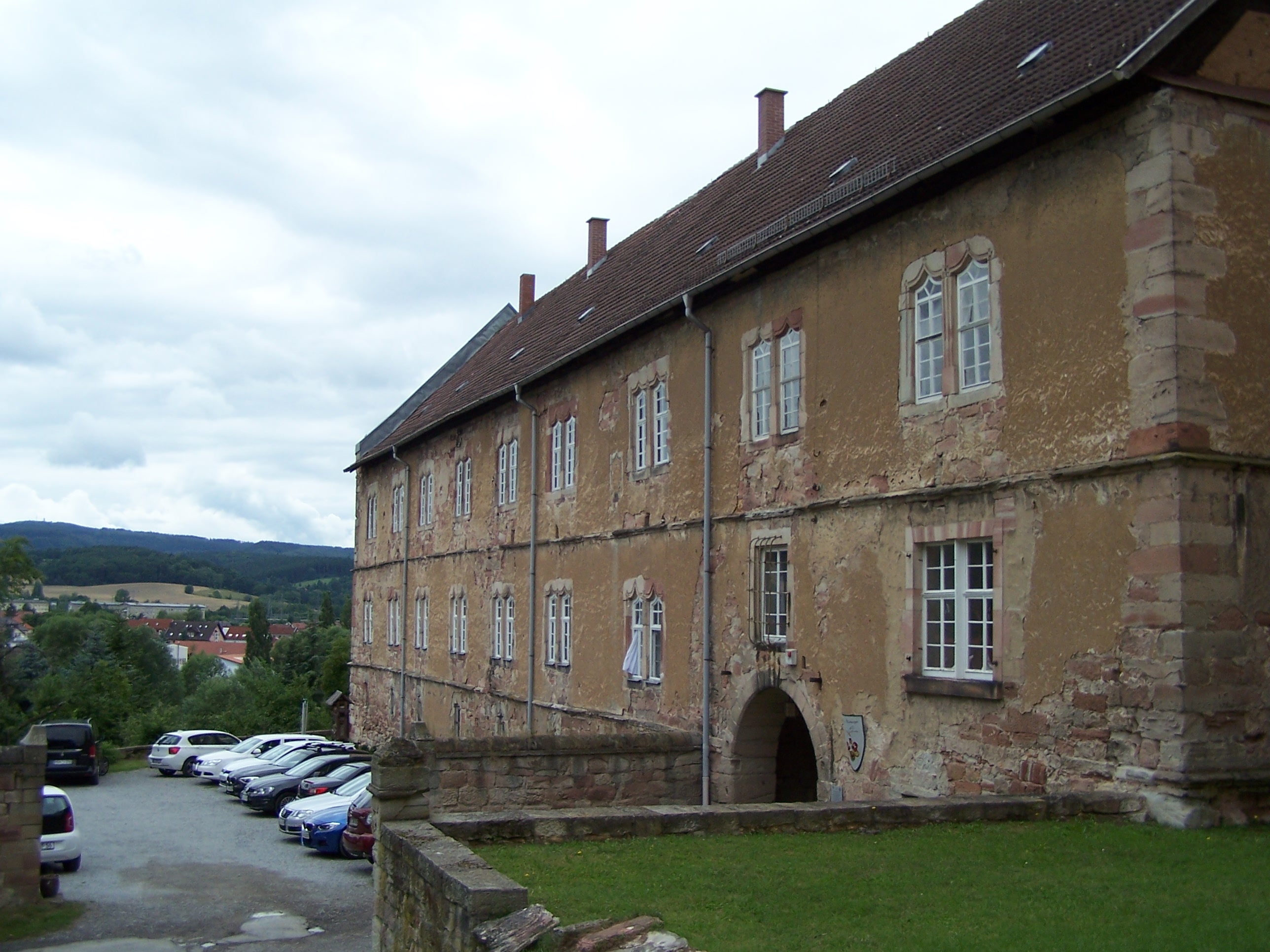
Schloss Breitungen
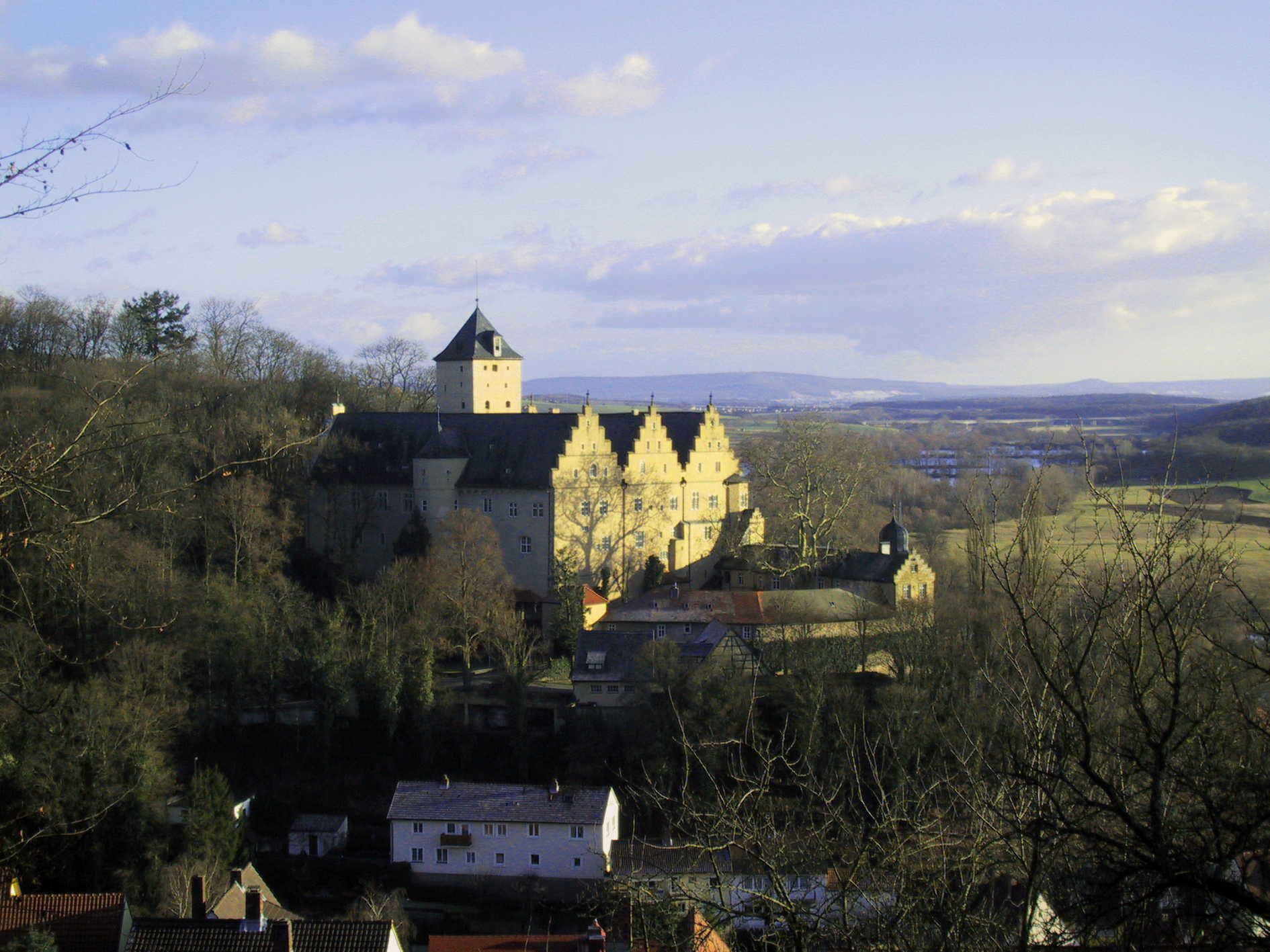
Schloss Mainberg
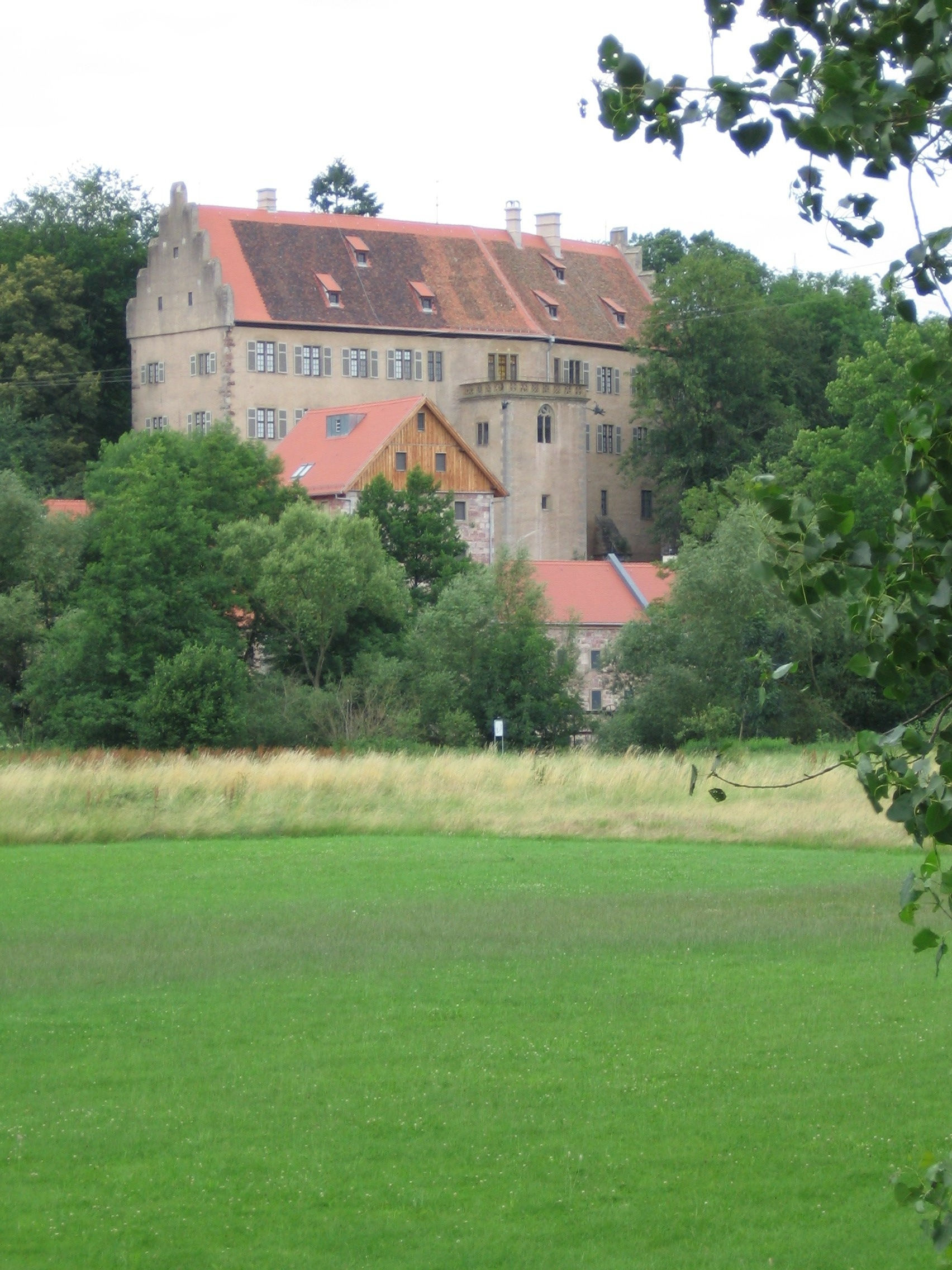
Schloss Aschach (Bad Bocklet)
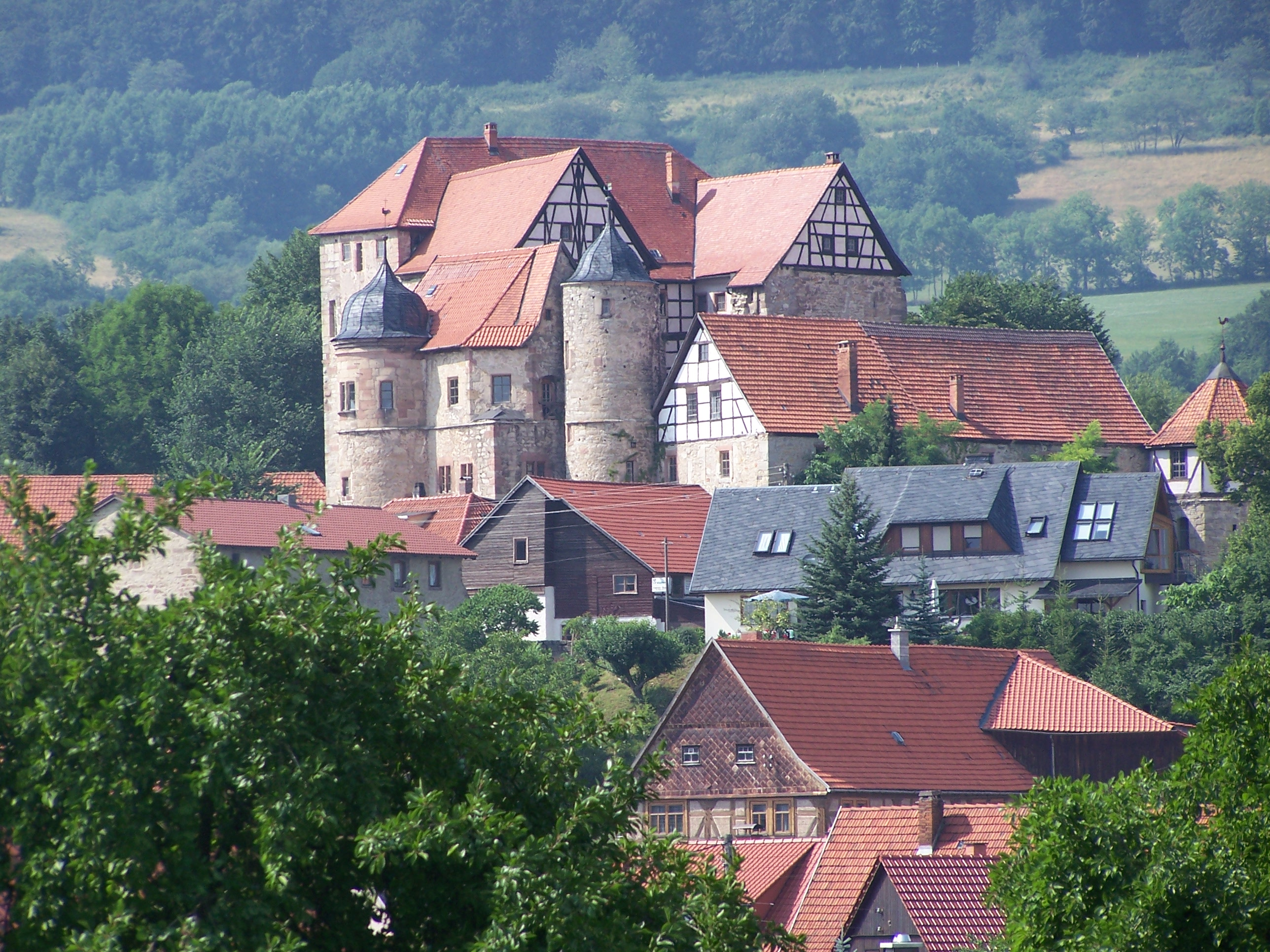
Burg Kühndorf
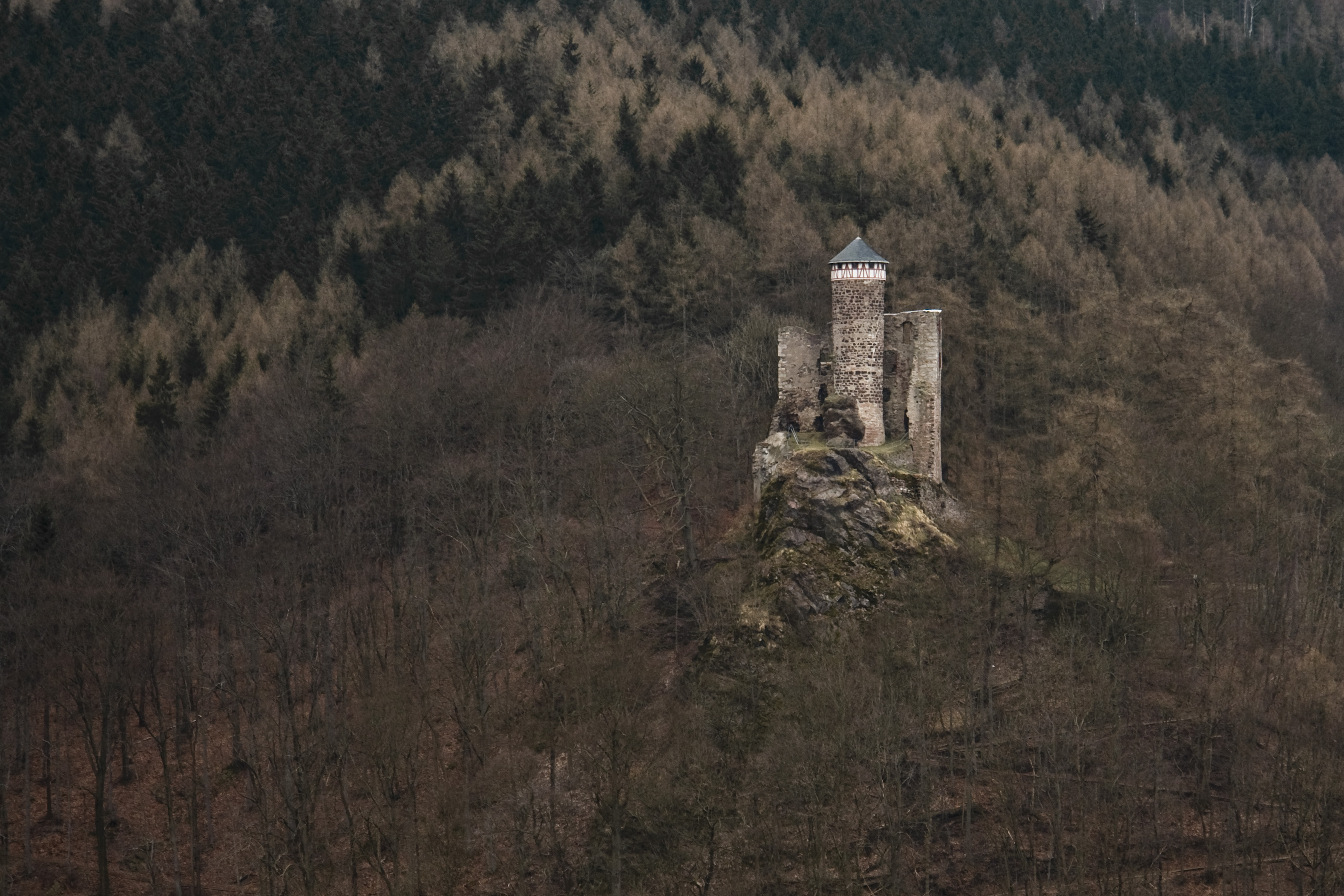
Hallenburg

### Gebietsverluste durch Vererbungen

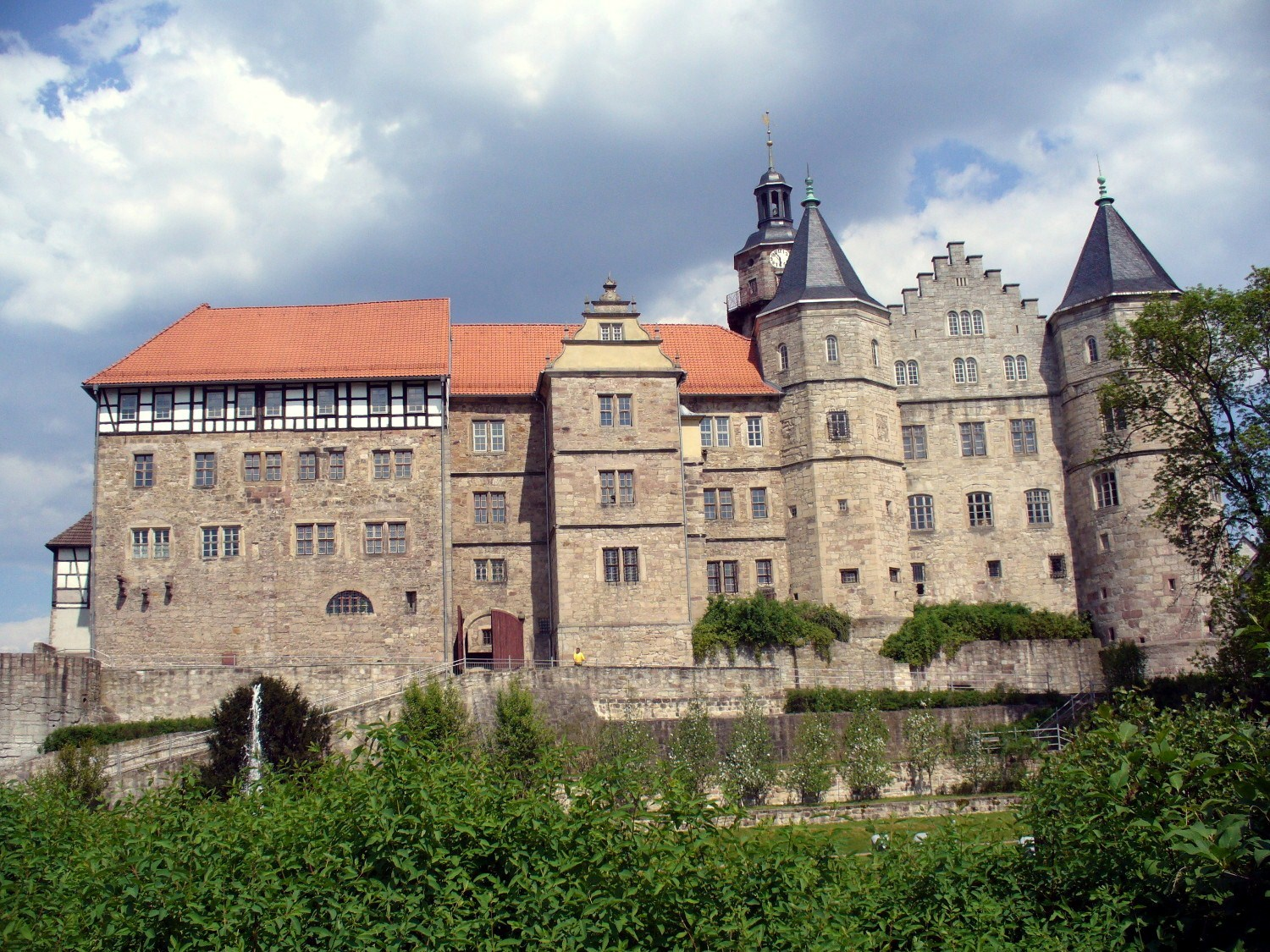
Hennebergische Residenz Bertholdsburg in Schleusingen

Als Fürstgraf Heinrich VIII. 1347 starb, wurde der Besitz des Hauses Henneberg-Schleusingen zwischen seiner Witwe und Heinrichs jüngerem Bruder Johann I. aufgeteilt, wobei Jutta erneut die Neue Herrschaft zugesprochen bekam. Mit Juttas Tod 1353 wurde die Neue Herrschaft unter drei ihrer Töchter, Elisabeth, Katharina und Sophie, als Erbe aufgeteilt. Die vierte Tochter Anna führte als Äbtissin das Zisterzienserinnenkloster Sonnefeld zu einer unverhofften Blüte.
Ein bedeutender Teil der Grafschaft, der südöstliche Teil der Neuen Herrschaft um Coburg und Sonneberg, ging als Erbe der zweitältesten Tochter Katharina († 1397) bei ihrer Hochzeit mit dem Markgrafen von Meißen und Landgrafen von Thüringen Friedrich dem Strengen (III.) 1347 an das Haus Wettin. Der aus dieser Ehe hervorgegangene Friedrich IV. war der erste Kurfürst aus dem Haus Wettin. Durch die Ehe des Bruders Friedrichs III., Balthasar, mit Margaretha, der Tochter der Sophie von Henneberg und des Burggrafen Albrecht des Schönen von Nürnberg aus dem Hause Hohenzollern, gelangte Hildburghausen mit dem Heldburger Unterland und den Ländereien um Eisfeld 1374 ebenfalls an die Wettiner. Damit war die Pflege Coburg der südlichste Teil des Kurfürstentums Sachsen geworden.
Der Gemahl der ältesten Tochter Elisabeth, Graf Eberhard II. von Württemberg, verkaufte einen Großteil der unterfränkischen Güter für 90.000 Gulden an das Hochstift Würzburg. Nach und nach gingen auch die meisten restlichen Besitzungen an Würzburg verloren. Über die Herrschaft Schmalkalden schlossen Landgraf Heinrich II. von Hessen und Elisabeth von Leuchtenberg, die Witwe des Grafen Johann I. von Henneberg-Schleusingen, 1360 einen gegenseitigen Erbvertrag, nachdem beide gemeinsam das Territorium vom Burggrafen Albrecht von Nürnberg, dem Gemahl der Sophie von Henneberg, erworben hatten. Damit wurde das hennebergisch-hessische Kondominium begründet, die vier Ämter wurden gemeinschaftlich verwaltet, die Stadt Schmalkalden entlang der Schmalkalde in eine hennebergische und eine hessische Hälfte geteilt. Die sofort ausbrechenden Macht- und Positionskämpfe wirkten sich negativ auf die Herrschaft aus.

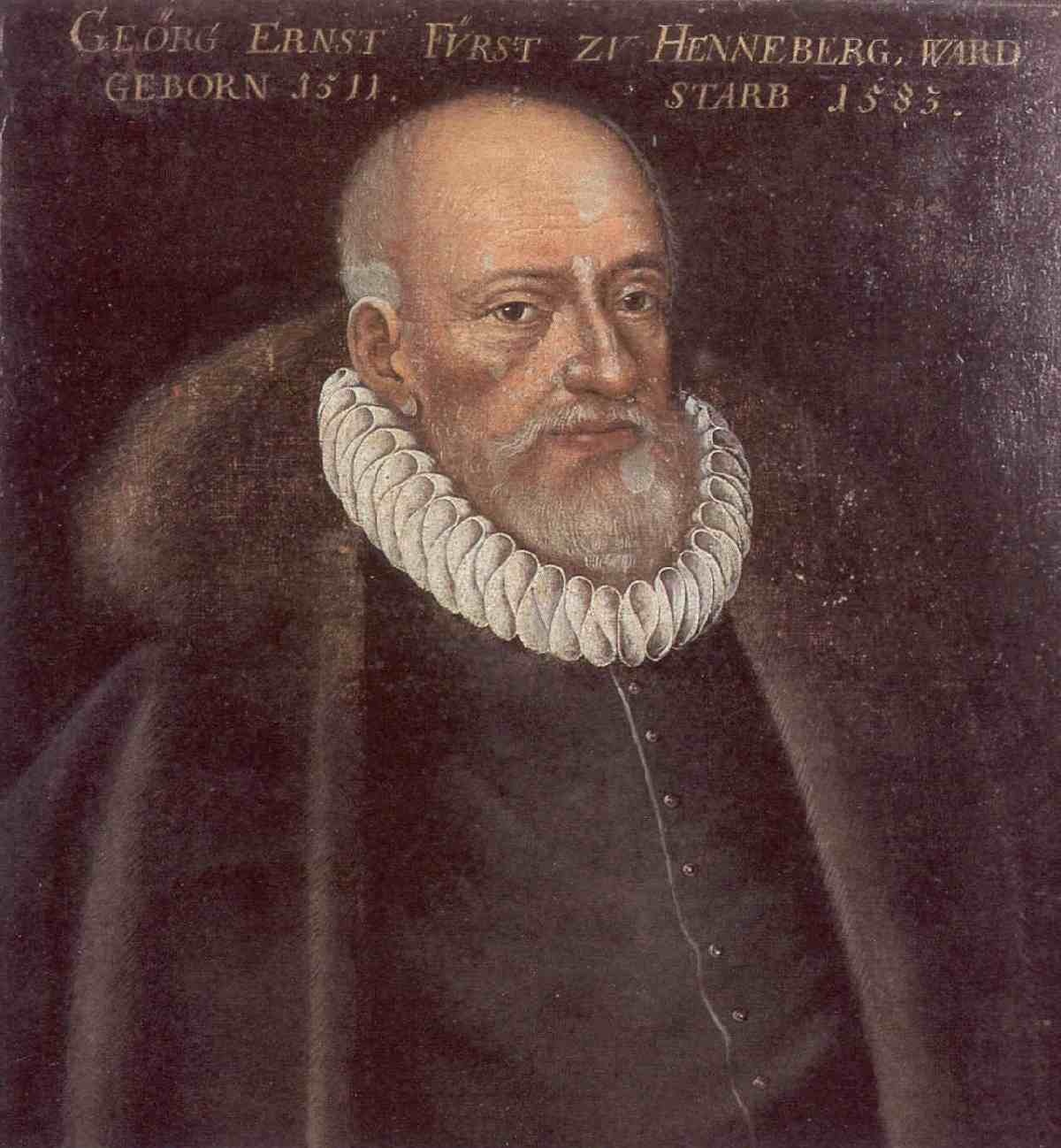
Georg Ernst Fürst zu Henneberg, der letzte Henneberger († 1583)

### Erlöschen
Trotz dieser Gebietsverluste waren die Henneberger zeitweilig die größte weltliche Macht im Fränkischen Reichskreis. Die Grafschaft Henneberg befand sich von jeher im Reibungsbereich mittel- und süddeutscher Mächte. Dies zwang Wilhelm IV. von Henneberg-Schleusingen zur Durchsetzung der Reformation im 16. Jahrhundert. Geldmangel führte zu einer Schuldverschreibung mit dem wettinischen Haus, da in den benachbarten katholischen Teilen Frankens kein Partner gefunden werden konnte. Am 1. September 1554 wurde im Rathaus zu Kahla zwischen den Ernestiner Herzögen Johann Friedrich II., Johann Wilhelm I. und Johann Friedrich III. dem Jüngeren einerseits und den Fürstgrafen Wilhelm, Georg Ernst und Poppo von Henneberg andererseits die ernestinisch-hennebergische Erbverbrüderung beschlossen. Dieser sogenannte „Kahlaer Vertrag“ mit den Wettinern sah die Übernahme Hennebergs durch Sachsen bei Ableben der Henneberger Linie vor. Dieser Fall trat 1583 mit dem Tod des letzten Fürstgrafen Georg Ernst ein, der, nachdem das Grafenhaus 1542/1543 die Reformation in der Grafschaft Henneberg-Schleusingen eingeführt hat, 1545 das Ende von Kloster Veßra als geistliche Institution veranlasste. Den Ernestinern (Weimar/Gotha) standen sieben, den Albertinern (Dresden) fünf Zwölftel der Erbmasse zu. Um die Doppelherrschaft Schmalkalden kam es zu Streit mit den Landgrafen von Hessen-Kassel. Durch Wettiner Teilungen kam es bald zu einer weiteren Zersplitterung des hennebergischen Erbes; erst 1660 konnten sich die Linien des Wettiner Hauses auf eine Aufteilung der Grafschaft Henneberg einigen.

## Stammliste

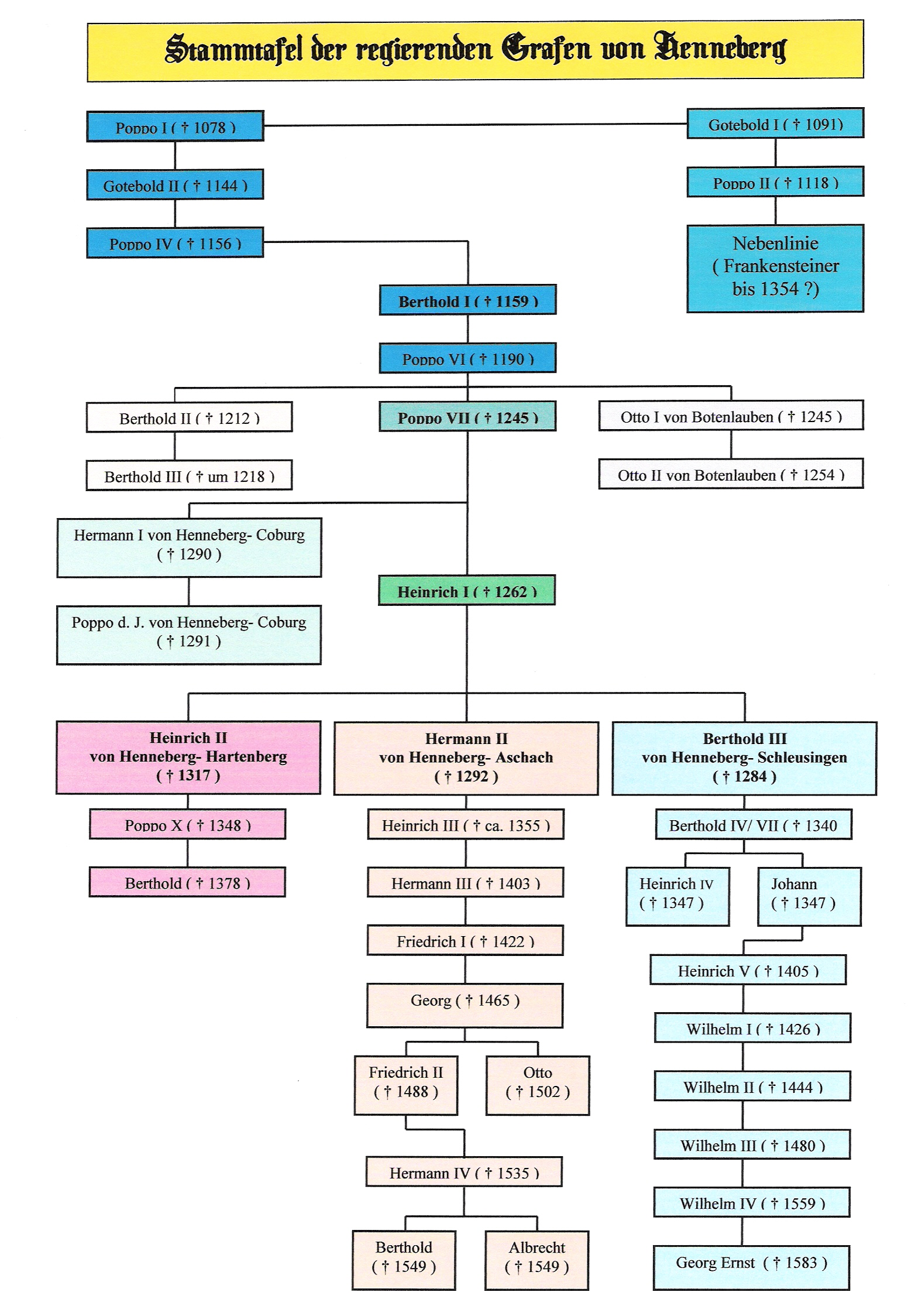
Stammtafel derer von Henneberg

## Mitglieder des Grafenhauses

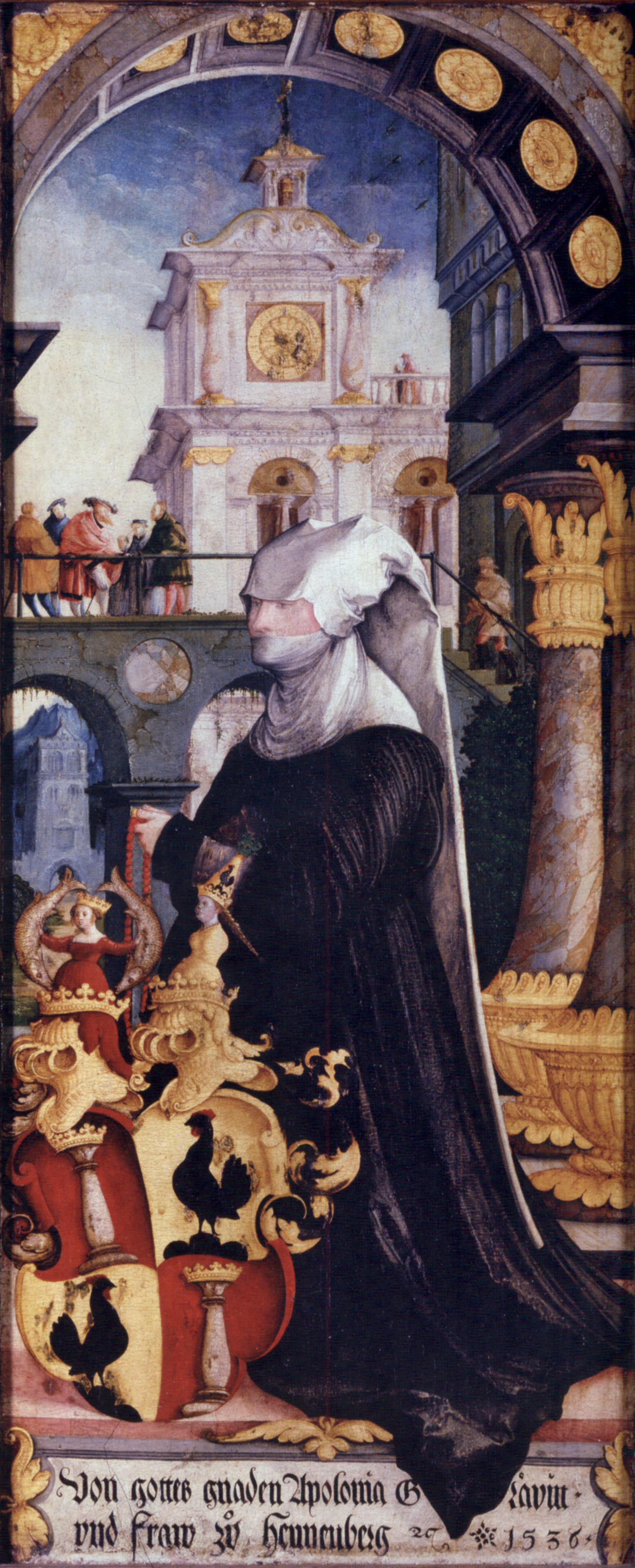
Apollonia von Henneberg († 1548)

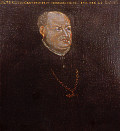
Graf Wilhelm IV. von Henneberg-Schleusingen († 1559)

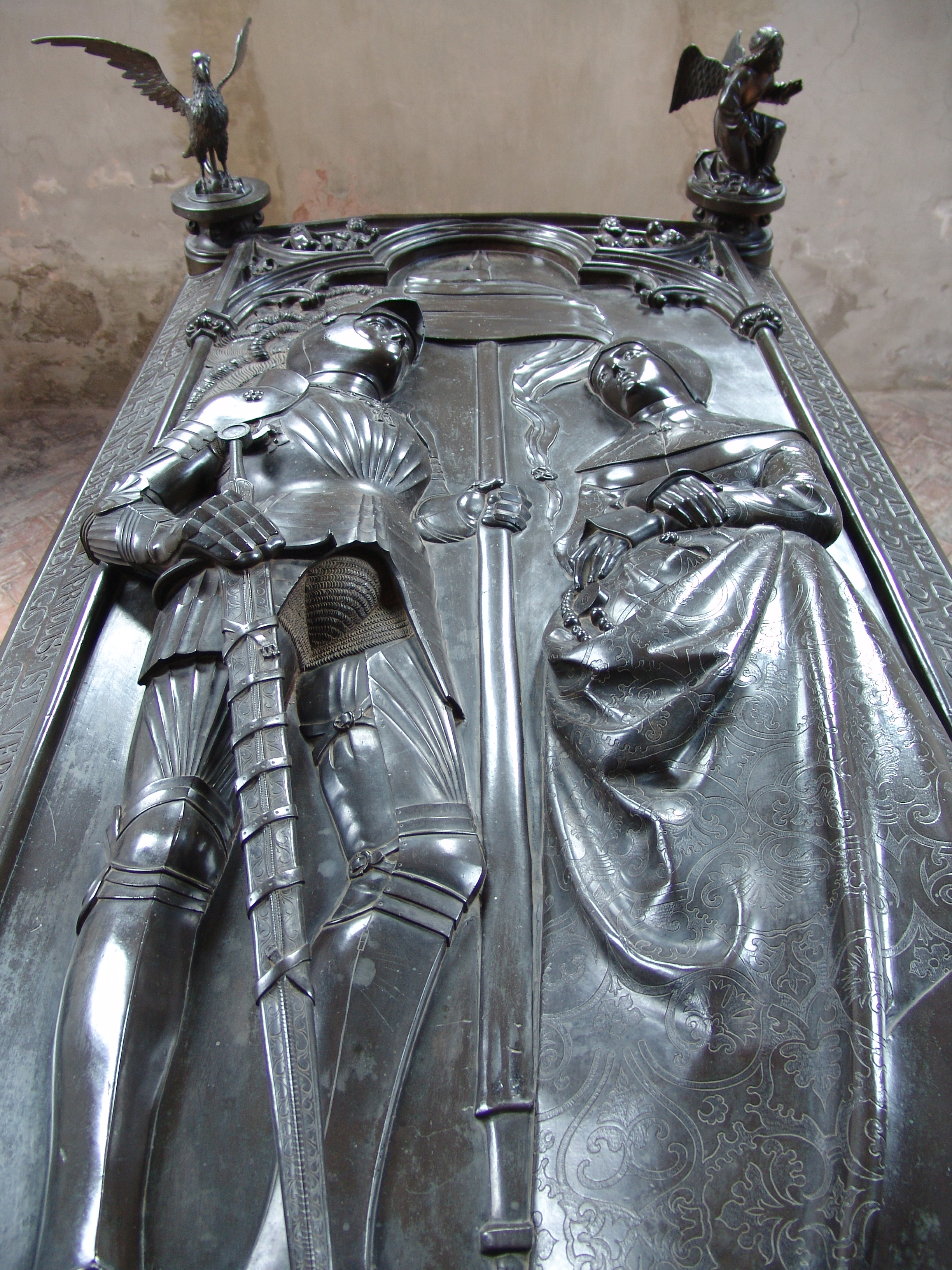
Grabplatte des Grafen Hermann VIII. von Henneberg-Aschach (1470–1535) und seiner Gemahlin Elisabeth von Brandenburg (von Peter Vischer) in der Stiftskirche von Römhild

- Anna von Henneberg († um 1363): Äbtissin des Klosters Sonnefeld
- Poppo IV. von Henneberg († 1156), Burggraf von Würzburg und Vogt des Klosters Lorsch: verheiratet mit Irmgard († 1178) aus dem Hause der Udonen
- Gebhard von Henneberg († 17. März 1159): Bischof von Würzburg
- Günther von Henneberg († 16. August 1161): Bischof von Speyer
- Irmingard von Henneberg († 1197): Tochter des Grafen Bertold I. von Henneberg, verheiratet mit Konrad dem Staufer, dem ersten Pfalzgrafen bei Rhein
- Poppo VII. von Henneberg: verheiratet mit Jutta von Thüringen
- Otto von Henneberg (* wahrscheinlich 1177 in Henneberg; † vor 1245 bei Bad Kissingen): Minnesänger, Kreuzfahrer und Klostergründer
- Hermann I. von Henneberg (* 1224; † 1290): Heirat 1249 mit Margarete († 26. März 1277), der Schwester Wilhelms von Holland
- Heinrich I. von Henneberg († 1262): verheiratet mit Sophia von Wettin, einer Tochter seiner Stiefmutter Jutta von Thüringen

### Linie Henneberg–Schleusingen
- Berthold VII. der Weise (* 1272 in Schleusingen; † 13. April 1340 in Schleusingen)
- Elisabeth von Henneberg-Schleusingen (* 1319; † 30. März 1389): Gräfin von Württemberg
- Elisabeth von Henneberg (* 1318, † 1377): verheiratet mit dem Nürnberger Burggrafen Johann II.
- Katharina von Henneberg († 1397): 1347 verheiratet mit Markgraf von Meißen Friedrich der Strenge
- Heinrich von Henneberg (* 1350; † 26. Dezember 1405): verheiratet ab 1376 mit Matilde von Baden († 3. August 1425 in Schleusingen), einer Tochter des Badener Markgrafen Rudolf VI.
- Wilhelm II. von Henneberg-Schleusingen (* 14. März 1415; † 8. Januar 1444 bei einem Jagdunfall):[4] verheiratet mit Katharina von Hanau, verwitwete Gräfin von Rieneck
- Wilhelm III. von Henneberg-Schleusingen (* 12. März 1434; † 22., 25. oder 26. Mai 1480 in Salurn)
- Johann II. von Henneberg-Schleusingen: Fürstabt von Fulda (1472–1513)
- Wilhelm IV. von Henneberg-Schleusingen (1478–1559): verheiratet mit Anastasia von Brandenburg, jüngster Tochter von Kurfürst Albrecht Achilles. Wilhelm IV. bekannte sich 1549 zur evangelischen Lehre.[5]
- Georg Ernst von Henneberg-Schleusingen (1511–1583): verheiratet mit 1543 Elisabeth von Braunschweig (* 8. April 1526; † 19. August 1566), danach verheiratet mit Elisabeth (1548–1592), der Tochter des Herzogs Christoph von Württemberg. Georg Ernst von Henneberg-Schleusingen bekannte sich 1544 mit Genehmigung seines Vaters Wilhelm IV. zur evangelischen Lehre. Auf seine Initiative sandte Luther den Wittenberger Theologen Johann Förster, der binnen zwei Jahren die Reformation im ganzen Henneberg einführte.[5]
- Poppo XII. von Henneberg-Schleusingen (1513–1574): Kanoniker in Bamberg, 1544 aus dem gmeistlichen Stand ausgetreten, verheiratet (1546 in Münden) mit Elisabeth von Brandenburg, verwitwete Herzogin von Braunschweig-Calenberg-Göttingen († 25. Mai 1558 in Ilmenau), danach verheiratet (1562 in Schleusingen) mit Sophie Herzogin von Braunschweig-Lüneburg († 17. Januar 1631 in Herrenbreitungen).

- Johann III. von Henneberg-Schleusingen (1503–1541): Fürstabt von Fulda (1521/29–1541)

### Linie Henneberg–Aschach–Römhild
- Georg von Henneberg-Römhild; verheiratet mit Johanna von Nassau-Weilburg († 1. Februar 1481 in Römhild), der Tochter von Philipp I von Nassau-Weilburg und Anna von Hohenlohe-Weikersheim
- Philipp von Henneberg (* 1430; † 1487): Bischof von Bamberg (1475–1487), Erbauer der Alten Hofhaltung in Bamberg
- Berthold von Henneberg (* 1441/42; † 21. Dezember 1504): Erzbischof von Mainz
- Apollonia von Henneberg-Römhild: verheiratet mit Gottfried Werner von Zimmern (1484–1554)
- Hermann VIII. von Henneberg-Aschach (1470–1535): verheiratet seit 1491 mit Elisabeth von Brandenburg (1474–1507), einer Tochter von Kurfürst Albrecht Achilles
- Jutta von Henneberg: Tochter des Grafen Berthold VIII. von Henneberg, verheiratet mit dem Markgrafen der Lausitz Dietrich IV.

## Edle von Henneberg
Seit 1738 existiert eine briefadelige Familie von Henneberg, die den erbländisch-österreichischen Adelsstand mit „Edler von Henneberg“ erhielt.